# Napogina sinuata
Napogina sinuata är en insektsart som beskrevs av Dietrich och Dmitry A. Dmitriev 2006. Napogina sinuata ingår i släktet Napogina och familjen dvärgstritar. Inga underarter finns listade i Catalogue of Life.